# Eric Fitterer
Eric Fitterer (* 26. April 1993 in Edwardsville, Illinois) ist ein US-amerikanischer Volleyballspieler.

## Karriere
Fitterer begann seine Karriere an der Edwardsville High School und spielte auch im Verein St. Louis High Performance. 2012 begann er sein Studium an der Lewis University und spielte in der Universitätsmannschaft Lewis Flyers. 2015 wechselte der Diagonalangreifer zu CAI Teruel. Mit dem spanischen Verein nahm er am CEV-Pokal teil. 2016 wurde Fitterer vom deutschen Bundesligisten SVG Lüneburg verpflichtet. Nach einer Saison verließ er den Verein wieder.